# Трн/Тишина и ћутање (сингл)
Трн/Тишина и ћутање је други сингл београдске гранџ групе Синк.

## О синглу
После свог првог објављеног сингла под називом Твој свет/Заувек и никада, половином 2013. године Синк је објавио и свој други сингл Трн/Тишина и ћутање. Сингл садржи две песме, а омот је рад младе београдске уметнице Марије Кресовић Борели која је сарађивала са бендом Синк и на наредним издањима бенда. И ако се песма “Трн” наметнула као најпопуларнија песма бенд је добио признање портала Балканрок за песму “Тишина и ћутање” која је проглашена за једну од 10 најбољих песама у 2013. години. Обе песме су се нашле на првом албуму бенда који је објављен 2014. године под називом „Све што нисам ја“. Ово је последњи материјал бенда снимљен са Милошем Васићем на месту вокала кога је касније заменио Богдан Николајевић.

## Списак песама
- 1. „Трн“ - 5:11
- 2. „Тишина и ћутање“ - 3:57

## Постава
- Милош Васић - вокал
- Милош Мргуд Новковић - гитара
- Стефан Станчић - бубањ
- Дејан Богдановић - бас гитара
- Драган Миочиновић - гитара